# Lihue
Lihue és una concentració de població designada pel cens a l'illa de Kauai. Segons el cens del 2000 tenia 5.674 habitants.

## Demografia
Segons el cens del 2000, Lihue tenia 5.674 habitants, 2.178 habitatges, i 1.420 famílies La densitat de població era de 346,84 habitants per km².
Dels 2.178 habitatges en un 25,8% hi vivien nens de menys de 18 anys, en un 48,9% hi vivien parelles casades, en un 11,8% dones solteres, i en un 34,8% no eren unitats familiars. En el 29,9% dels habitatges hi vivien persones soles el 16,1% de les quals corresponia a persones de 65 anys o més que vivien soles. El nombre mitjà de persones vivint en cada habitatge era de 2,55 i el nombre mitjà de persones que vivien en cada família era de 3,16.
Per edats la població es repartia de la següent manera: un 22,8% tenia menys de 18 anys, un 5,3% entre 18 i 24, un 23,7% entre 25 i 44, un 25,8% de 45 a 64 i un 22,4% 65 anys o més.
L'edat mediana era de 44,0 anys. Per cada 100 dones hi havia 92,21 homes. Per cada 100 dones de 18 o més anys hi havia 90,6 homes.
La renda mediana per habitatge era de 44.906 $ i la renda mediana per família de 56.875 $. Els homes tenien una renda mediana de 38.713 $ mentre que les dones 28.032 $. La renda per capita de la població era de 22.619 $. Aproximadament l'1,7% de les famílies i el 4,6% de la població estaven per davall del llindar de pobresa.

## Poblacions més properes
El següent diagrama mostra les poblacions més properes.